# المساكنة غير المسجلة في إسرائيل
منحت إسرائيل المساكنة غير المسجلة للشركاء المثليين منذ عام 1994، في شكل من أشكال الزواج بحكم القانون العام وهي الحالة كانت قبل ذلك متوفرة للشركاء المغايرين فقط. بعد الدعاوى القضائية، يتمتع الشركاء المثليون بالعديد من المزايا الزوجية (1994-1996) وحق الشركاء المثليين لموظفي الخدمة المدنية في استحقاقات الشريك الباقي على قيد الحياة (1998).
تعترف شركات التأمين بالشركاء المثليين فيما يتعلق بفوائد تعويض العمل المضمونة للمتوفى للشريك الباقي (1999). يعترف معهد التأمين الوطني رسميًا بالمساكن المشتركة ويمنح جميع حقوق المعاشات والناجين وحقوق الأرامل للشريك المتوفى (2000)، ويمكن للآباء غير البيولوجيين تسجيل وصاية شريكهم على طفلهم (2001)؛ مكن حكم قضائي صادر عن المحكمة العليا في يناير 2005 تبني أحد الشريكين للطفل البيولوجي للشريك المثلي الآخر..
يحق للشركاء الأجانب المثليين للإسرائيليين عمومًا الحصول على تصاريح إقامة. تمنح لجنة الخدمة المدنية مزايا الزوج والمعاشات التقاعدية لشركاء الموظفين المثليين. يطبق مكتب المدعي العام الإسرائيلي إعفاء الزوج من ضرائب نقل الملكية على الشركاء المثليين. منح المدعي العام في إسرائيل اعترافًا قانونيًا للشركاء المغايرين في الأمور المالية وغيرها من الأعمال. قال النائب العام مناحيم معزوز إن الشركاء المثليين سيعاملون بنفس معاملة الأزواج في القانون العام، ويعترفون بهم كوحدات قانونية للضرائب والعقارات والأغراض المالية. وقال مكتبه في بيان إن معزوز اتخذ قراره برفضه استئناف حكم محكمة محلية في قضية ميراث اعترفت بقانونية المساكنة المثلية. ومع ذلك، فقد ميز معزوز بين الاعتراف بالعلاقات المثلية لأغراض مالية وعملية، كما فعل هو، وبين تغيير القانون بحيث يعترف بها رسمياً، الأمر الذي سيكون مسألة ينظر فيها البرلمان، وفقًا للبيان.
تعترف مدينة تل أبيب بالشركاء غير المتزوجين، بما في ذلك المثليين والمثليات، كوحدات عائلية وتمنحهم تخفيضات على الخدمات البلدية. بموجب النظام الداخلي، يتأهل الشركاء غير المتزوجين للحصول على نفس التخفيضات على الرعاية النهارية واستخدام حمامات السباحة والمرافق الرياضية وغيرها من الأنشطة التي ترعاها المدينة والتي يتمتع بها الأزواج المغايرون.
في عام 2017، قضت محكمة الاستئناف الجزئية الثالثة بفلوريدا أنه على الرغم من اعتراف إسرائيل بـ «الأزواج المشهورين» باعتباره اتحادًا قانونيًا، فإن الاتحاد ليست زواجًا بموجب القانون الإسرائيلي، وبالتالي فإن قانون فلوريدا لا يعترف بالعلاقة كزواج.